# Serei Eri
Serei Eri, właśc. sir Vincent Serei Eri (ur. 12 września 1936 w Moveave, zm. 25 maja 1993 w Port Moresby) – papuaski polityk i pisarz, piąty gubernator generalny Papui-Nowej Gwinei, uhonorowany Orderem św. Michała i św. Jerzego (GCMG).

## Życiorys
Ukończył studia na University of Papua New Guinea, po których rozpoczął pracę jako nauczyciel. Kolejno został dyrektorem ds. edukacji, a w 1975 pierwszym konsulem generalnym Papui-Nowej Gwinei w Australii, z siedzibą w Sydney. W 1986 założył, razem z Tedem Diro, Ludową Partię Postępu (People’s Action Party) i uzyskał mandat w Parlamencie Narodowym.
W latach 1981–1982 był dyrektorem departamentu obrony, w 1984–1990 przewodniczącym komisji finansowej University of Papua New Guinea. 27 lutego 1990 mianowano go piątym gubernatorem generalnym Papui-Nowej Gwinei, na sześcioletnią kadencję. Wkrótce po objęciu urzędu stanął w obliczu kryzysu konstytucyjnego. Wicepremier Ted Diro, wieloletni przyjaciel Vincenta Eri, został uznany za winnego korupcji. Konstytucja nakładała na gubernatora generalnego obowiązek odwołania go, ale Eri nie zrobił tego. Wywołało to kontrowersje i pojawiły się wezwania, aby sam opuścił urząd. Ostatecznie premier Rabbie Namaliu przesłał formalną prośbę do królowej Elżbiety II, aby go odwołać. 4 października 1991, zanim wniosek Namaliu został rozpatrzony, Eri zrezygnował ze stanowiska.

## Życie rodzinne
W 1959, 23-letni Vincent poznał Margaret Karulaka, 18-letnią pielęgniarkę pracującą w szpitalu w Orokolo, w prowincji Gulf. W tym samym roku pobrali się w kościele katolickim. Margaret porzuciła pracę, aby opiekować się dziećmi. Kariera polityczna męża zmuszała ich do częstych przeprowadzek i licznych podróży. W 1968 wybudował dom w Hohola, na przedmieściach Port Moresby, gdzie spędził resztę życia, po rezygnacji z urzędu gubernatora. Po powrocie z Australii wybudował kolejny dom, dla swojej żony, w wiosce Iokea, aby mogła cieszyć się prostym, wiejskim życiem.
Zmarł w swoim domu 25 maja 1993, w wieku 57 lat, pozostawiając sześcioro dzieci i wielu wnuków.

## Twórczość literacka
W 1970 ukazała się powieść The Crocodile, autorstwa Vincenta Eri, często przytaczana jako pierwsza papuaska powieść opublikowana w języku angielskim. W rzeczywistości za pierwszą należy uznać, wydaną w 1932, książkę Ligeremaluoga Erstwhile Savage: An Account of the Life of Ligeremaluoga. Powieść Eri odniosła światowy sukces, jej edycje ukazały się w wielu krajach. Przede wszystkim jednak największe znaczenie ma ona dla narodu Papui-Nowej Gwinei, który dopiero w 1975 uzyskał niepodległość. Tytułowy krokodyl symbolizuje kolonizatorów, jest metaforycznym ujęciem Australijczyków, silnych, potężnych, z którymi trudno się walczy.
The Crocodile był lekturą obowiązkową w szkołach średnich w latach 70. i 80.
Od 2011 przyznawane są corocznie papuaskie nagrody literackie Crocodile Prize, pamięci Sir Vincenta Eri.